# 쿱페이스
쿱페이스(Koobface)는 마이크로소프트 윈도우, macOS, 리눅스를 공격하는 네트워크 웜이다. 이 웜은 원래 페이스북, 스카이프, 야후! 메신저 등의 네트워킹 웹사이트, 그리고 Gmail, 야후! 메일, AOL 메일 등의 이메일 웹사이트의 사용자들을 목표로 잡았다. 또다른 목표로는 마이스페이스, 트위터, 등의 다른 네트워킹 웹사이트도 포함되며 동일 로컬 네트워크의 다른 장치들을 감염시킬 수 있다. 기술 지원 사기꾼들은 가짜 팝업과 내장 윈도우 프로그램을 사용하여 이들의 컴퓨터에 쿱페이스를 감염시키는 것이 의도였다고 거짓 주장을 펼치기도 했다.

## 감염
일부 웜의 종류가 식별된다:
- Worm:Win32/Koobface.gen!F[9]
- Net-Worm.Win32.Koobface.a: 마이스페이스를 공격
- Net-Worm.Win32.Koobface.b: 페이스북을 공격[10]
- WORM_KOOBFACE.DC: 트위터를 공격[11]
- W32/Koobfa-Gen: 페이스북, 마이스페이스, hi5, Bebo, Friendster, myYearbook, Tagged, Netlog, Badoo, fuba를 공격r[12][13]
- W32.Koobface.D[14]
- OSX/Koobface.A: 페이스북, 마이스페이스, 트위터 등 소셜 네트워크를 통해 확산되는 맥 버전.[15]

## 같이 보기
- 트로이 목마 (컴퓨팅)
  - Trojan.Win32.DNSChanger